# صموئيل جونز (سياسي)
صموئيل جونز (بالإنجليزية: Samuel Jones)‏ هو محامي وسياسي أمريكي، ولد في 26 يوليو 1734 في كوينز في الولايات المتحدة، وتوفي في 21 نوفمبر 1819. انتخب عضو جمعية ولاية نيويورك وانتخب Recorder of New York City ‏ وانتخب عضو مجلس ولاية نيويورك.